# HD 122879
HD 122879，又名CP-59 5395，SAO 241439、HR 5281，是一颗恒星，视星等为6.42，位于銀經312.26，銀緯1.79，其B1900.0坐标为赤經13h 59m 22s，赤緯-59° 1.79′ 14″。